# David Rendall
David Rendall (* 11. Oktober 1948 in London; † 21. Juli 2025 in Brockenhurst, New Forest) war ein britischer Opernsänger (Tenor).

## Leben und Karriere
David Rendall studierte ab 1970 Gesang an der Royal Academy of Music in London bei Olive Groos und Alexander Young und 1973 am Salzburger Mozarteum. 1974 wirkte er im Chor der Glyndebourne Touring Company mit, 1975 im Chor des Glyndebourne Festivals, wo er mit dem Vorsänger in Eugen Onegin sein offizielles Bühnendebüt hatte. 1975 sang er bei der Glyndebourne Touring Company den Ferrando in Così fan tutte. 1976 trat er dann als Ferrando sehr erfolgreich beim Glyndebourne Festival auf.
Im November 1975 debütierte er als Sänger in Der Rosenkavalier an der Covent Garden Opera in London, wo er bis 1990 u. a. als Don Ottavio in Don Giovanni, als Graf Almaviva in Der Barbier von Sevilla, als Matteo in Arabella und als Des Grieux in Manon zu hören war.
Von 1976 bis 1999 sang er an der English National Opera in London u. a. den Leicester in Maria Stuarda, den Herzog in Rigoletto, den Rodolfo in La Bohème, den Pinkerton in Madama Butterfly, den Cavaradossi in Tosca, den Gabriele Adorno in Simone Boccanegra, den Don José in Carmen, den Erik in Der fliegende Holländer, den Luigi in Il tabarro und den Otello von Giuseppe Verdi.
Im Januar 1978 gab er als Matteo in Arabella sein Debüt an der Wiener Staatsoper. 1978 gastierte er an der New York City Opera (Debüt als Rodolfo in La Bohème). 1978 sang er im Wiener Musikverein unter der musikalischen Leitung von Herbert von Karajan das Tenor-Solo im Te Deum von Anton Bruckner. 1978 und in der Spielzeit 1980/81 sang er an der San Francisco Opera.
Im Februar 1980 debütierte er als Ernesto in Don Pasquale an der Metropolitan Opera in New York.  Er trat dort in insgesamt 134 Vorstellungen auf und sang u. a. Tamino, Alfredo, Don Ottavio, Ferrando, Matteo, Belmonte, David in Die Meistersinger von Nürnberg, Lenski in Eugen Onegin, Idomeneo und den Alfred in der Operette Die Fledermaus. Im April 1988 trat er als Ferrando in Così fan tutte zum letzten Mal an der Metropolitan Opera auf.
Beim Glyndebourne Festival war er 1988 als Belmonte in Die Entführung aus dem Serail, 1989 als Tom Rakewell in The Rake’s Progress, als Gabriele Adorno (1998) und als Titelheld in Otello (2001 und 2005) zu hören.
1997 war er in einer BBC-Hörfunkübertragung als François in der Oper Die Kathrin von Erich Wolfgang Korngold zu hören. Im Juli 2002 gab er sein Debüt an der Mailänder Scala in der Rolle des Otello, den er 2003 auch beim Japan-Gastspiel der Mailänder Scala sang. Im April 2005 beendete ein schwerer Bühnenunfall während einer Vorstellung von Aida an der Königlichen Oper Kopenhagen, in der er den Radames sang, weitgehend seine Bühnenlaufbahn.
Anschließend trat er, aufgrund ausbleibender Engagements nach seiner Verletzung, nur noch gelegentlich auf, u. a. als Otello an der Ópera Nacional de Chile (Mai 2006), als Tristan in Tristan und Isolde am Teatro dell’Opera di Roma (November 2006) und als Riccardo in Un ballo in maschera an der Ópera Nacional de Chile (Juni 2008). Seinen letzten Opernauftritt hatte er im Sommer 2016 als Triquet in Eugen Onegin beim Dorset Opera Festival.
David Rendall war bis zu seinem Tod über 35 Jahre in zweiter Ehe mit der britischen Mezzosopranistin Diana Montague (* 1953) verheiratet. Aus der Ehe gingen vier Kinder, zwei Söhne und zwei Töchter, hervor. Ihr gemeinsamer Sohn Huw Montague Rendall (* 1993) ist ebenfalls als Opernsänger (Bariton) tätig. Aus seiner ersten Ehe war Rendall Vater einer Tochter.
David Rendall starb „nach langer Krankheit“ im Juli 2025 im Alter von 76 Jahren.

## Gastspiele (Auswahl)
Rendall gastierte in Europa u. a. an der Grand Opéra in Paris (1980 als Ferrando), am Grand Théâtre de Genève (1982, als Alfredo in La Traviata), an der Opéra de Lyon (1983, als Titelheld in La damnation de Faust), bei der Welsh National Opera in Cardiff (1985), am Opernhaus Zürich (1985), am Théâtre des Champs-Élysées im Paris (1987, als Tamino), beim Festival d’Aix-en-Provence (1989, als Tito), an der Opéra Bastille (1991 und 1993 als Tamino), am Opernhaus Leipzig (1992, als Werther) sowie an den Opernhäusern in Hamburg, München und Köln.
Im Januar 1992 wirkte er am Teatro de la Zarzuela in Madrid in der Uraufführung der Oper La Dueña (The Duenna) von Roberto Gerhard in der Partie des Don Antonio mit. In der Saison 1993/94 gastierte er an der Opéra Bastille als Hoffmann in Hoffmanns Erzählungen. 1994 gastierte er an der Opéra du Rhin in Straßburg als Lohengrin. 1994 sang er am Teatro Carlo Felice in Genua den Hoffmann, 1997 dann dort den Don José.
1994 sang er am Teatro Colón in Buenos Aires den Pylade in Iphigénie en Tauride. 1997 trat er bei der Portland Opera (USA) als Canio in Pagliacci auf. 2000 sang er bei der Canadian Opera in Toronto den Erik in Der fliegende Holländer.

## Repertoire und Tondokumente
David Rendall galt vor allem als „großer Mozartinterpret“. Er sang aber auch sehr viele Partien aus dem italienischen Belcanto-Repertoire in Opern von Gaetano Donizetti und Giuseppe Verdi. Im späteren Verlauf seiner Karriere nahm er auch jugendlich-dramatische Partien (Erik, Lohengrin) in sein Repertoire auf. Mit Radames und Otello sang Rendall gelegentlich auch Rollen aus dem Bereich des Heldentenors. Dazu war er ein international bekannter Konzert- und Oratoriensänger. Mehrfach übernahm er das Tenor-Solo in Gustav Mahlers Liederzyklus Das Lied von der Erde.
Er arbeitete u. a. mit den Dirigenten Daniel Barenboim, Leonard Bernstein, Sir Colin Davis, James Levine, Erich Leinsdorf, Charles Mackerras und Lorin Maazel zusammen.
Seine Schallplatten und Video-Aufnahmen sind bei den Labels CBS (als Ferrando in Così fan tutte, als Prunier in La Rondine), Harmonia Mundi (Missa solemnis von Beethoven), HMV (Mozart-Requiem, als Leicester in Maria Stuarda, als Lurcanio in Ariodante von Händel), Chandos (The Apostles von Edward Elgar), TER-Fono (als Prinz Karl Franz in The Student Prince), DGG (Religiöse Musik von Anton Bruckner), cpo (Die Kathrin von Korngold) und Warner-Video (Gabriele Adorno in Simone Boccanegra, Glyndebourne 1998) erschienen.